# Liste des mammifères en Serbie

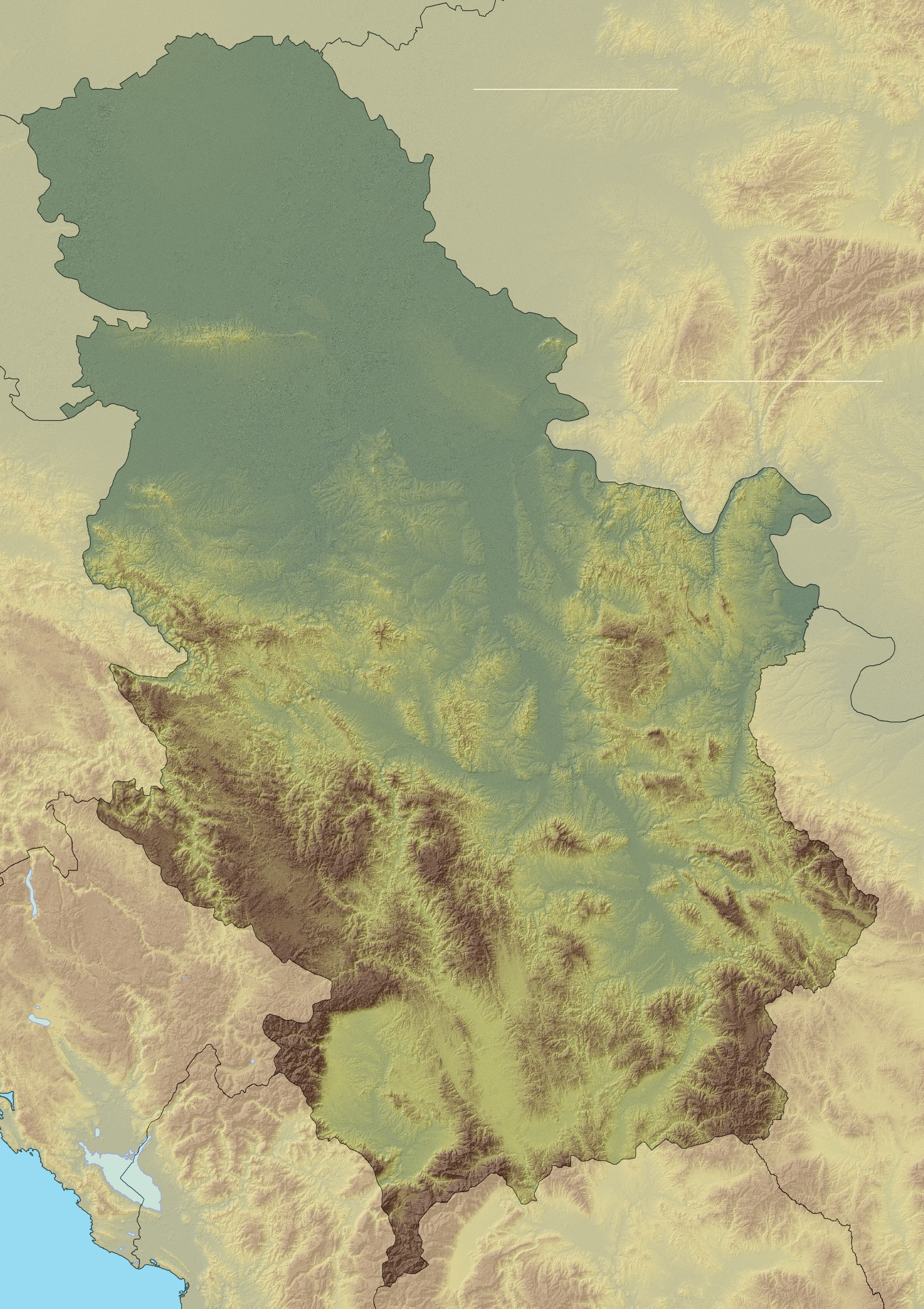
Carte topographique de la Serbie.

Localisation de la Serbie en Europe.

Cette liste commentée recense la mammalofaune en Serbie. Elle répertorie les espèces de mammifères serbes actuels et celles qui ont été récemment classifiées comme éteintes (à partir de l'Holocène, depuis donc 11 700 ans av. J.‑C.). Cette liste comporte 113 espèces réparties en neuf ordres et 25 familles, dont une est « en danger critique d'extinction », une autre est « en danger », cinq sont « vulnérables », neuf sont « quasi menacées » et deux ont des « données insuffisantes » pour être classées (selon les critères de la liste rouge de l'UICN au niveau mondial).
Elle contient au moins neuf espèces introduites sur ce territoire, qui sont plus ou moins bien acclimatées. Il peut contenir aussi dans cette liste des animaux non reconnus par la liste rouge de l'UICN (deux mammifères ici) et ils sont classés en « non évalué » : cela étant dû notamment au manque de données et à des espèces domestiques, disparues ou éteintes avant le XVIe siècle. Il n'existe pas en Serbie d'espèces et de sous-espèces de mammifères endémiques.

## Statuts de la liste rouge de l'UICN
Les statuts de conservation utilisés par la liste rouge de l'UICN mondiale sont :
| (EX) | Éteint                  | Il n'y a pas le moindre doute sur le fait que le dernier spécimen recensé est mort.                                                                   |
| (EW) | Éteint à l'état sauvage | L'espèce est connue uniquement en captivité ou en tant que population naturalisée bien en dehors de son ancienne aire de répartition.                 |
| (CR) | En danger critique      | L'espèce risque prochainement de s'éteindre à l'état sauvage.                                                                                         |
| (EN) | En danger               | L'espèce fait face à un très gros risque d'extinction à l'état sauvage.                                                                               |
| (VU) | Vulnérable              | L'espèce fait face à un gros risque d'extinction à l'état sauvage.                                                                                    |
| (NT) | Quasi menacé            | L'espèce ne satisfait pas un ou plusieurs des critères prévus qui permettraient de la catégoriser, mais pourrait risquer de s'éteindre dans le futur. |
| (LC) | Préoccupation mineure   | Il n'y a pas de risque identifiable pour l'espèce. |
| (DD) | Données insuffisantes   | Il n'y a pas d'information adéquate qui permettraient de faire une évaluation des risques pour cette espèce.                                          |
| (NE) | Non évalué              | L'espèce n'a pas encore été confrontée aux critères précédents, n'est pas reconnue par l'UICN ou bien s'est éteinte avant le XVIe siècle.             |

## Ordre:Primates

### Famille:Hominidés
| Nom binominal, nom vulgaire et citation d'auteurs | Nom vulgaire serbe (langue officielle de la Serbie) | Origine et statut en Serbie | Aire de répartition                    | Statut UICN mondial | Image         |
| ------------------------------------------------- | --------------------------------------------------- | --------------------------- | -------------------------------------- | ------------------- | ------------- |
| Homo sapiens (Homme moderne) Linnaeus, 1758       | Људски                                              | Autochtone,                 | Aire de répartition de l'Homme moderne | [ 2 ]               | Homme moderne |

## Ordre:Lagomorphes

### Famille:Léporidés
| Nom binominal, nom vulgaire et citation d'auteurs         | Nom vulgaire serbe (langue officielle de la Serbie) | Origine et statut en Serbie | Aire de répartition                     | Statut UICN mondial | Image            |
| --------------------------------------------------------- | --------------------------------------------------- | --------------------------- | --------------------------------------- | ------------------- | ---------------- |
| Lepus europaeus (Lièvre d'Europe) Pallas, 1778            | Европски зец                                        | Autochtone                  | Aire de répartition du Lièvre d'Europe  | [ 3 ]               | Lièvre d'Europe  |
| Oryctolagus cuniculus (Lapin de garenne) (Linnaeus, 1758) | Дивљи кунић                                         | Allochtone (Introduit),     | Aire de répartition du Lapin de garenne | [ 5 ]               | Lapin de garenne |

## Ordre:Rodentiens

### Famille:Castoridés
| Nom binominal, nom vulgaire et citation d'auteurs | Nom vulgaire serbe (langue officielle de la Serbie) | Origine et statut en Serbie | Aire de répartition                     | Statut UICN mondial | Image            |
| ------------------------------------------------- | --------------------------------------------------- | --------------------------- | --------------------------------------- | ------------------- | ---------------- |
| Castor fiber (Castor d'Eurasie) Linnaeus, 1758    | Европски дабар                                      | Autochtone (Réintroduit),   | Aire de répartition du Castor d'Eurasie | [ 6 ]               | Castor d'Eurasie |

### Famille:Myocastoridés
| Nom binominal, nom vulgaire et citation d'auteurs | Nom vulgaire serbe (langue officielle de la Serbie) | Origine et statut en Serbie | Aire de répartition             | Statut UICN mondial | Image    |
| ------------------------------------------------- | --------------------------------------------------- | --------------------------- | ------------------------------- | ------------------- | -------- |
| Myocastor coypus (Ragondin) (Molina, 1782)        | Нутрија                                             | Allochtone (Introduit)      | Aire de répartition du Ragondin | [ 8 ]               | Ragondin |

### Famille:Dipodidés
| Nom binominal, nom vulgaire et citation d'auteurs     | Nom vulgaire serbe (langue officielle de la Serbie) | Origine et statut en Serbie | Aire de répartition    | Statut UICN mondial | Image               |
| ----------------------------------------------------- | --------------------------------------------------- | --------------------------- | ---------------------- | ------------------- | ------------------- |
| Sicista subtilis (Siciste des steppes) (Pallas, 1773) | — aucun —                                           | Autochtone                  | Illustration manquante | [ 9 ]               | Siciste des steppes |

### Famille:Cricétidés
| Nom binominal, nom vulgaire et citation d'auteurs                        | Nom vulgaire serbe (langue officielle de la Serbie) | Origine et statut en Serbie | Aire de répartition                         | Statut UICN mondial | Image                   |
| ------------------------------------------------------------------------ | --------------------------------------------------- | --------------------------- | ------------------------------------------- | ------------------- | ----------------------- |
| Arvicola amphibius (Campagnol terrestre) (Linnaeus, 1758)                | Водена волухарица                                   | Autochtone                  | Aire de répartition du Campagnol terrestre  | [ 10 ]              | Campagnol terrestre     |
| Chionomys nivalis (Campagnol des neiges) (Martins, 1842)                 | Европска снежна волухарица                          | Autochtone                  | Aire de répartition du Campagnol des neiges | [ 11 ]              | Campagnol des neiges    |
| Microtus agrestis (Campagnol agreste) (Linnaeus, 1761)                   | — aucun —                                           | Autochtone                  | Aire de répartition du Campagnol agreste    | [ 12 ]              | Campagnol agreste       |
| Microtus arvalis (Campagnol des champs) (Pallas, 1778)                   | — aucun —                                           | Autochtone                  | Aire de répartition du Campagnol des champs | [ 13 ]              | Campagnol des champs    |
| Microtus guentheri (Campagnol méditerranéen) (Danford & Alston, 1880)    | — aucun —                                           | Autochtone                  | Illustration manquante                      | [ 14 ]              | Campagnol méditerranéen |
| Microtus levis (Campagnol d'Ondrias) Miller, 1908                        | — aucun —                                           | Autochtone                  | Illustration manquante                      | [ 15 ]              | Campagnol d'Ondrias     |
| Microtus felteni (Campagnol de Felten) Malec & Storch, 1963              | — aucun —                                           | Autochtone                  | Illustration manquante                      | [ 16 ]              | Illustration manquante  |
| Microtus liechtensteini (Campagnol de Liechtenstein) (Wettstein, 1927)   | Istočnoalpski voluharić                             | Autochtone                  | Illustration manquante                      | [ 17 ]              | Illustration manquante  |
| Microtus subterraneus (Campagnol souterrain) (de Sélys Longchamps, 1836) | — aucun —                                           | Autochtone                  | Illustration manquante                      | [ 18 ]              | Campagnol souterrain    |
| Myodes glareolus (Campagnol roussâtre) Schreber, 1780                    | Шумска волухарица                                   | Autochtone                  | Aire de répartition du Campagnol roussâtre  | [ 19 ]              | Campagnol roussâtre     |
| Ondatra zibethicus (Rat musqué) (Linnaeus, 1766)                         | Бизамски пацов                                      | Allochtone (Introduit)      | Aire de répartition du Rat musqué           | [ 21 ]              | Rat musqué              |
| Dinaromys bogdanovi (Campagnol de Martino) (Martino, 1922)               | Динарска волухарица                                 | Autochtone                  | Aire de répartition du Campagnol de Martino | [ 22 ]              | Illustration manquante  |
| Cricetus cricetus (Grand Hamster) (Linnaeus, 1758)                       | Европски хрчак                                      | Autochtone                  | Aire de répartition du Grand Hamster        | [ 24 ]              | Grand Hamster           |

### Famille:Muridés
| Nom binominal, nom vulgaire et citation d'auteurs             | Nom vulgaire serbe (langue officielle de la Serbie) | Origine et statut en Serbie | Aire de répartition                     | Statut UICN mondial | Image                  |
| ------------------------------------------------------------- | --------------------------------------------------- | --------------------------- | --------------------------------------- | ------------------- | ---------------------- |
| Apodemus agrarius (Mulot rayé) (Pallas, 1771)                 | Пољски миш                                          | Autochtone                  | Illustration manquante                  | [ 25 ]              | Mulot rayé             |
| Apodemus epimelas (Mulot des Balkans) (Nehring, 1902)         | — aucun —                                           | Autochtone                  | Illustration manquante                  | [ 26 ]              | Illustration manquante |
| Apodemus flavicollis (Mulot à collier) (Melchior, 1834)       | Жутогрли миш                                        | Autochtone                  | Aire de répartition du Mulot à collier  | [ 27 ]              | Mulot à collier        |
| Apodemus mystacinus (Mulot rupestre) (Danford & Alston, 1877) | Крашки миш                                          | Autochtone                  | Aire de répartition du Mulot rupestre   | [ 28 ]              | Mulot rupestre         |
| Apodemus sylvaticus (Mulot sylvestre) (Linnaeus, 1758)        | Шумски миш                                          | Autochtone                  | Aire de répartition du Mulot sylvestre  | [ 29 ]              | Mulot sylvestre        |
| Apodemus uralensis (Mulot pygmée) (Pallas, 1811)              | — aucun —                                           | Autochtone                  | Aire de répartition du Mulot pygmée     | [ 30 ]              | Mulot pygmée           |
| Micromys minutus (Rat des moissons) (Pallas, 1771)            | — aucun —                                           | Autochtone                  | Aire de répartition du Rat des moissons | [ 31 ]              | Rat des moissons       |
| Mus macedonicus (Souris de Macédoine) Petrov & Ruzic, 1983    | Македонски миш                                      | Autochtone                  | Illustration manquante                  | [ 32 ]              | Illustration manquante |
| Mus musculus (Souris grise) Linnaeus, 1758                    | Кућни миш                                           | Allochtone (Introduit),     | Aire de répartition de la Souris grise  | [ 33 ]              | Souris grise           |
| Mus spicilegus (Souris des steppes) Petényi, 1882             | — aucun —                                           | Autochtone                  | Illustration manquante                  | [ 35 ]              | Illustration manquante |
| Rattus norvegicus (Rat surmulot) (Berkenhout, 1769)           | Сиви пацов                                          | Allochtone (Introduit)      | Aire de répartition du Rat surmulot     | [ 37 ]              | Rat surmulot           |
| Rattus rattus (Rat noir) (Linnaeus, 1758)                     | Црни пацов                                          | Allochtone (Introduit)      | Aire de répartition du Rat noir         | [ 38 ]              | Rat noir               |

### Famille:Spalacidés
| Nom binominal, nom vulgaire et citation d'auteurs  | Nom vulgaire serbe (langue officielle de la Serbie) | Origine et statut en Serbie | Aire de répartition                      | Statut UICN mondial | Image             |
| -------------------------------------------------- | --------------------------------------------------- | --------------------------- | ---------------------------------------- | ------------------- | ----------------- |
| Spalax leucodon (Spalax occidental) Nordmann, 1840 | Слепо куче                                          | Autochtone                  | Aire de répartition du Spalax occidental | [ 39 ]              | Spalax occidental |

### Famille:Gliridés
| Nom binominal, nom vulgaire et citation d'auteurs     | Nom vulgaire serbe (langue officielle de la Serbie) | Origine et statut en Serbie | Aire de répartition              | Statut UICN mondial | Image          |
| ----------------------------------------------------- | --------------------------------------------------- | --------------------------- | -------------------------------- | ------------------- | -------------- |
| Glis glis (Loir gris) Linnaeus, 1766                  | Обични пух                                          | Autochtone                  | Aire de répartition du Loir gris | [ 40 ]              | Loir gris      |
| Dryomys nitedula (Lérotin commun) (Pallas, 1778)      | Шумски пух                                          | Autochtone                  | Illustration manquante           | [ 41 ]              | Lérotin commun |
| Muscardinus avellanarius (Muscardin) (Linnaeus, 1758) | Пух орашар                                          | Autochtone                  | Aire de répartition du Muscardin | [ 42 ]              | Muscardin      |

### Famille:Sciuridés
| Nom binominal, nom vulgaire et citation d'auteurs         | Nom vulgaire serbe (langue officielle de la Serbie) | Origine et statut en Serbie | Aire de répartition                     | Statut UICN mondial | Image            |
| --------------------------------------------------------- | --------------------------------------------------- | --------------------------- | --------------------------------------- | ------------------- | ---------------- |
| Sciurus vulgaris (Écureuil roux) Linnaeus, 1758           | Европска веверица                                   | Autochtone                  | Aire de répartition de l'Écureuil roux  | [ 43 ]              | Écureuil roux    |
| Spermophilus citellus (Souslik d'Europe) (Linnaeus, 1766) | — aucun —                                           | Autochtone                  | Aire de répartition du Souslik d'Europe | [ 44 ]              | Souslik d'Europe |

## Ordre:Érinacéomorphes

### Famille:Érinacéidés
| Nom binominal, nom vulgaire et citation d'auteurs                  | Nom vulgaire serbe (langue officielle de la Serbie) | Origine et statut en Serbie | Aire de répartition                         | Statut UICN mondial | Image                |
| ------------------------------------------------------------------ | --------------------------------------------------- | --------------------------- | ------------------------------------------- | ------------------- | -------------------- |
| Erinaceus roumanicus (Hérisson des Balkans) Barrett-Hamilton, 1900 | Северни белогруди јеж                               | Autochtone                  | Aire de répartition du Hérisson des Balkans | [ 45 ]              | Hérisson des Balkans |

## Ordre:Soricomorphes

### Famille:Soricidés
| Nom binominal, nom vulgaire et citation d'auteurs           | Nom vulgaire serbe (langue officielle de la Serbie) | Origine et statut en Serbie | Aire de répartition                             | Statut UICN mondial | Image                 |
| ----------------------------------------------------------- | --------------------------------------------------- | --------------------------- | ----------------------------------------------- | ------------------- | --------------------- |
| Crocidura leucodon (Crocidure leucode) (Hermann, 1780)      | Dvobojna rovka                                      | Autochtone                  | Aire de répartition de la Crocidure leucode     | [ 46 ]              | Crocidure leucode     |
| Crocidura suaveolens (Crocidure des jardins) (Pallas, 1811) | Вртна ровчица                                       | Autochtone                  | Aire de répartition de la Crocidure des jardins | [ 47 ]              | Crocidure des jardins |
| Neomys anomalus (Crossope de Miller) Cabrera, 1907          | Močvarna rovka                                      | Autochtone                  | Aire de répartition de la Crossope de Miller    | [ 48 ]              | Crossope de Miller    |
| Neomys fodiens (Crossope aquatique) (Pennant, 1771)         | Vodena rovka                                        | Autochtone                  | Aire de répartition de la Crossope aquatique    | [ 49 ]              | Crossope aquatique    |
| Sorex alpinus (Musaraigne alpine) Schinz, 1837              | — aucun —                                           | Autochtone                  | Aire de répartition de la Musaraigne alpine     | [ 50 ]              | Musaraigne alpine     |
| Sorex araneus (Musaraigne carrelet) Linnaeus, 1758          | Šumska rovka                                        | Autochtone                  | Aire de répartition de la Musaraigne carrelet   | [ 51 ]              | Musaraigne carrelet   |
| Sorex minutus (Musaraigne pygmée) Linnaeus, 1766            | Mala rovka                                          | Autochtone                  | Aire de répartition de la Musaraigne pygmée     | [ 52 ]              | Musaraigne pygmée     |

### Famille:Talpidés
| Nom binominal, nom vulgaire et citation d'auteurs                  | Nom vulgaire serbe (langue officielle de la Serbie) | Origine et statut en Serbie | Aire de répartition                         | Statut UICN mondial | Image                  |
| ------------------------------------------------------------------ | --------------------------------------------------- | --------------------------- | ------------------------------------------- | ------------------- | ---------------------- |
| Talpa caeca (Taupe aveugle) Savi, 1822                             | — aucun —                                           | Autochtone                  | Aire de répartition de la Taupe aveugle     | [ 53 ]              | Taupe aveugle          |
| Talpa europaea (Taupe d'Europe) Linnaeus, 1758                     | Европска кртица                                     | Autochtone                  | Aire de répartition de la Taupe d'Europe    | [ 54 ]              | Taupe d'Europe         |
| Talpa stankovici (Taupe des Balkans) V. Martino & E. Martino, 1931 | Балканска кртица                                    | Autochtone                  | Aire de répartition de la Taupe des Balkans | [ 55 ]              | Illustration manquante |

## Ordre:Chiroptères

### Famille:Molossidés
| Nom binominal, nom vulgaire et citation d'auteurs         | Nom vulgaire serbe (langue officielle de la Serbie) | Origine et statut en Serbie | Aire de répartition                       | Statut UICN mondial | Image              |
| --------------------------------------------------------- | --------------------------------------------------- | --------------------------- | ----------------------------------------- | ------------------- | ------------------ |
| Tadarida teniotis (Molosse de Cestoni) (Rafinesque, 1814) | Средоземни репаш                                    | Autochtone                  | Aire de répartition du Molosse de Cestoni | [ 56 ]              | Molosse de Cestoni |

### Famille:Rhinolophidés
| Nom binominal, nom vulgaire et citation d'auteurs             | Nom vulgaire serbe (langue officielle de la Serbie) | Origine et statut en Serbie | Aire de répartition                          | Statut UICN mondial | Image                  |
| ------------------------------------------------------------- | --------------------------------------------------- | --------------------------- | -------------------------------------------- | ------------------- | ---------------------- |
| Rhinolophus blasii (Rhinolophe de Blasius) Peters, 1866       | Јужни потковичар                                    | Autochtone                  | Aire de répartition du Rhinolophe de Blasius | [ 57 ]              | Illustration manquante |
| Rhinolophus euryale (Rhinolophe euryale) Blasius, 1853        | Средоземни потковичар                               | Autochtone                  | Aire de répartition du Rhinolophe euryale    | [ 58 ]              | Rhinolophe euryale     |
| Rhinolophus ferrumequinum (Grand Rhinolophe) (Schreber, 1774) | Велики потковичар                                   | Autochtone                  | Aire de répartition du Grand Rhinolophe      | [ 59 ]              | Grand Rhinolophe       |
| Rhinolophus hipposideros (Petit Rhinolophe) (Bechstein, 1800) | Мали потковичар                                     | Autochtone                  | Aire de répartition du Petit Rhinolophe      | [ 60 ]              | Petit Rhinolophe       |
| Rhinolophus mehelyi (Rhinolophe de Méhely) Matschie, 1901     | Тамнооки потковичар                                 | Autochtone                  | Aire de répartition du Rhinolophe de Méhely  | [ 61 ]              | Rhinolophe de Méhely   |

### Famille:Vespertilionidés
| Nom binominal, nom vulgaire et citation d'auteurs                             | Nom vulgaire serbe (langue officielle de la Serbie) | Origine et statut en Serbie | Aire de répartition                                | Statut UICN mondial | Image                       |
| ----------------------------------------------------------------------------- | --------------------------------------------------- | --------------------------- | -------------------------------------------------- | ------------------- | --------------------------- |
| Miniopterus schreibersii (Minioptère de Schreibers) (Kuhl, 1817)              | Европски дугокрилаш                                 | Autochtone                  | Aire de répartition du Minioptère de Schreibers    | [ 62 ]              | Minioptère de Schreibers    |
| Myotis alcathoe (Murin d'Alcathoé) von Helversen & Heller, 2001               | Мали бркати вечерњак                                | Autochtone                  | Aire de répartition du Murin d'Alcathoé            | [ 63 ]              | Murin d'Alcathoé            |
| Myotis aurascens (Murin doré) Kuzyakin, 1935                                  | Степски бркати вечерњак                             | Autochtone                  | Aire de répartition du Murin doré                  | [ 64 ]              | Illustration manquante      |
| Myotis bechsteinii (Murin de Bechstein) (Kuhl, 1817)                          | Дугоухи вечерњак                                    | Autochtone                  | Aire de répartition du Murin de Bechstein          | [ 65 ]              | Murin de Bechstein          |
| Myotis blythii (Petit Murin) (Tomes, 1857)                                    | Јужни велики вечерњак                               | Autochtone,                 | Aire de répartition du Petit Murin                 | [ 66 ]              | Petit Murin                 |
| Myotis brandtii (Murin de Brandt) (Eversmann, 1845)                           | Шумски бркати вечерњак                              | Autochtone                  | Aire de répartition du Murin de Brandt             | [ 67 ]              | Murin de Brandt             |
| Myotis capaccinii (Murin de Capaccini) (Bonaparte, 1837)                      | Дугопрсти вечерњак                                  | Autochtone                  | Aire de répartition du Murin de Capaccini          | [ 68 ]              | Murin de Capaccini          |
| Myotis dasycneme (Murin des marais) (Boie, 1825)                              | Барски вечерњак                                     | Autochtone                  | Aire de répartition du Murin des marais            | [ 69 ]              | Murin des marais            |
| Myotis daubentonii (Murin de Daubenton) (Kuhl, 1817)                          | Водени вечерњак                                     | Autochtone                  | Aire de répartition du Murin de Daubenton          | [ 70 ]              | Murin de Daubenton          |
| Myotis emarginatus (Murin à oreilles échancrées) (É. Geoffroy, 1806)          | Риђи вечерњак                                       | Autochtone                  | Aire de répartition du Murin à oreilles échancrées | [ 71 ]              | Murin à oreilles échancrées |
| Myotis myotis (Grand Murin) (Borkhausen, 1797)                                | Европски велики вечерњак                            | Autochtone                  | Aire de répartition du Grand Murin                 | [ 72 ]              | Grand Murin                 |
| Myotis mystacinus (Murin à moustaches) (Kuhl, 1817)                           | Тамнолики бркати вечерњак                           | Autochtone                  | Aire de répartition du Murin à moustaches          | [ 73 ]              | Murin à moustaches          |
| Myotis nattereri (Murin de Natterer) (Kuhl, 1817)                             | Обични ресасти вечерњак                             | Autochtone                  | Aire de répartition du Murin de Natterer           | [ 74 ]              | Murin de Natterer           |
| Eptesicus nilssonii (Sérotine de Nilsson) (Keyserling & Blasius, 1839)        | Северни поноћњак                                    | Peut-être autochtone,       | Aire de répartition de la Sérotine de Nilsson      | [ 76 ]              | Sérotine de Nilsson         |
| Eptesicus serotinus (Sérotine commune) (Schreber, 1774)                       | Обични поноћњак                                     | Autochtone                  | Aire de répartition de la Sérotine commune         | [ 77 ]              | Sérotine commune            |
| Nyctalus lasiopterus (Grande Noctule) (Schreber, 1780)                        | Велики ноћник                                       | Peut-être autochtone        | Aire de répartition de la Grande Noctule           | [ 78 ]              | Grande Noctule              |
| Nyctalus leisleri (Noctule de Leisler) (Kuhl, 1817)                           | Мали ноћник                                         | Autochtone                  | Aire de répartition de la Noctule de Leisler       | [ 79 ]              | Noctule de Leisler          |
| Nyctalus noctula (Noctule commune) (Schreber, 1774)                           | Обични ноћник                                       | Autochtone                  | Aire de répartition de la Noctule commune          | [ 80 ]              | Noctule commune             |
| Pipistrellus kuhlii (Pipistrelle de Kuhl) (Kuhl, 1817)                        | Белоруби слепи                                      | Autochtone                  | Aire de répartition de la Pipistrelle de Kuhl      | [ 81 ]              | Pipistrelle de Kuhl         |
| Pipistrellus nathusii (Pipistrelle de Nathusius) (Keyserling & Blasius, 1839) | Шумски слепи мишић                                  | Autochtone                  | Aire de répartition de la Pipistrelle de Nathusius | [ 82 ]              | Pipistrelle de Nathusius    |
| Pipistrellus pipistrellus (Pipistrelle commune) (Schreber, 1774)              | Обични слепи мишић                                  | Autochtone                  | Aire de répartition de la Pipistrelle commune      | [ 83 ]              | Pipistrelle commune         |
| Pipistrellus pygmaeus (Pipistrelle pygmée) (Leach, 1825)                      | Патуљасти слепи                                     | Autochtone                  | Aire de répartition de la Pipistrelle pygmée       | [ 84 ]              | Pipistrelle pygmée          |
| Barbastella barbastellus (Barbastelle d'Europe) (Schreber, 1774)              | Европски широкоушан                                 | Autochtone                  | Aire de répartition de la Barbastelle d'Europe     | [ 85 ]              | Barbastelle d'Europe        |
| Plecotus auritus (Oreillard roux) (Linnaeus, 1758)                            | Европски смеђи дугоушан                             | Autochtone                  | Aire de répartition de l'Oreillard roux            | [ 86 ]              | Oreillard roux              |
| Plecotus austriacus (Oreillard gris) (J. Fischer, 1829)                       | Европски сиви дугоушан                              | Autochtone                  | Aire de répartition de l'Oreillard gris            | [ 87 ]              | Oreillard gris              |
| Plecotus kolombatovici (Oreillard des Balkans) Dulic, 1980                    | Левантски сиви дугоушан                             | Autochtone                  | Illustration manquante                             | [ 88 ]              | Illustration manquante      |
| Plecotus macrobullaris (Oreillard montagnard) Kuzjakin, 1965                  | Алпијски дугоушан                                   | Autochtone                  | Aire de répartition de l'Oreillard montagnard      | [ 89 ]              | Oreillard montagnard        |
| Hypsugo savii (Vespère de Savi) (Bonaparte, 1837)                             | Дугодлаки слепи мишић                               | Autochtone                  | Aire de répartition de la Vespère de Savi          | [ 90 ]              | Vespère de Savi             |
| Vespertilio murinus (Sérotine bicolore) Linnaeus, 1758                        | Обични проседи                                      | Autochtone                  | Aire de répartition de la Sérotine bicolore        | [ 91 ]              | Sérotine bicolore           |

## Ordre:Artiodactyles

### Famille:Bovidés
| Nom binominal, nom vulgaire et citation d'auteurs | Nom vulgaire serbe (langue officielle de la Serbie) | Origine et statut en Serbie | Aire de répartition                     | Statut UICN mondial | Image            |
| ------------------------------------------------- | --------------------------------------------------- | --------------------------- | --------------------------------------- | ------------------- | ---------------- |
| Bos taurus (Taurin) Linnaeus, 1758                | Говедо                                              | Autochtone (Disparu),       | Aire de répartition du Taurin           | (NE)                |                  |
| Ovis aries (Mouflon oriental) Linnaeus, 1758      | Муфлон                                              | Allochtone (Introduit),     | Aire de répartition du Mouflon oriental | [ 95 ]              | Mouflon oriental |
| Rupicapra rupicapra (Chamois) (Linnaeus, 1758)    | Дивокоза                                            | Autochtone                  | Aire de répartition du Chamois          | [ 96 ]              | Chamois          |

### Famille:Cervidés
| Nom binominal, nom vulgaire et citation d'auteurs            | Nom vulgaire serbe (langue officielle de la Serbie) | Origine et statut en Serbie | Aire de répartition                       | Statut UICN mondial | Image              |
| ------------------------------------------------------------ | --------------------------------------------------- | --------------------------- | ----------------------------------------- | ------------------- | ------------------ |
| Alces alces (Élan) (Linnaeus, 1758)                          | Лос                                                 | Autochtone (Disparu)        | Aire de répartition de l'Élan             | [ 98 ]              | Élan               |
| Capreolus capreolus (Chevreuil européen) (Linnaeus, 1758)    | Срна                                                | Autochtone                  | Aire de répartition du Chevreuil européen | [ 99 ]              | Chevreuil européen |
| Odocoileus virginianus (Cerf de Virginie) (Zimmermann, 1780) | Белорепи јелен                                      | Allochtone (Introduit)      | Aire de répartition du Cerf de Virginie   | [ 101 ]             | Cerf de Virginie   |
| Cervus elaphus (Cerf élaphe) Linnaeus, 1758                  | Јелен                                               | Autochtone                  | Aire de répartition du Cerf élaphe        | [ 102 ]             | Cerf élaphe        |
| Dama dama (Daim européen) (Linnaeus, 1758)                   | Јелен лопатар                                       | Autochtone (Réintroduit),   | Aire de répartition du Daim européen      | [ 104 ]             | Daim européen      |

### Famille:Suidés
| Nom binominal, nom vulgaire et citation d'auteurs | Nom vulgaire serbe (langue officielle de la Serbie) | Origine et statut en Serbie | Aire de répartition                       | Statut UICN mondial | Image              |
| ------------------------------------------------- | --------------------------------------------------- | --------------------------- | ----------------------------------------- | ------------------- | ------------------ |
| Sus scrofa (Sanglier d'Eurasie) Linnaeus, 1758    | Дивља свиња                                         | Autochtone                  | Aire de répartition du Sanglier d'Eurasie | [ 105 ]             | Sanglier d'Eurasie |

## Ordre:Périssodactyles

### Famille:Équidés
| Nom binominal, nom vulgaire et citation d'auteurs | Nom vulgaire serbe (langue officielle de la Serbie) | Origine et statut en Serbie         | Aire de répartition           | Statut UICN mondial | Image     |
| ------------------------------------------------- | --------------------------------------------------- | ----------------------------------- | ----------------------------- | ------------------- | --------- |
| Equus hydruntinus (Hydrontin) Regàlia, 1904       | — aucun —                                           | Autochtone (Éteint),                | Illustration manquante        | (NE)                | Hydrontin |
| Equus caballus (Cheval) Linnaeus, 1758            | Коњ                                                 | Autochtone (Peut-être réintroduit), | Aire de répartition du Cheval | [ 108 ]             | Cheval    |

## Ordre:Carnivores

### Famille:Canidés
| Nom binominal, nom vulgaire et citation d'auteurs      | Nom vulgaire serbe (langue officielle de la Serbie) | Origine et statut en Serbie                | Aire de répartition                   | Statut UICN mondial | Image          |
| ------------------------------------------------------ | --------------------------------------------------- | ------------------------------------------ | ------------------------------------- | ------------------- | -------------- |
| Canis aureus (Chacal doré) Linnaeus, 1758              | Обични шакал                                        | Allochtone ou autochtone (Recolonisateur), | Aire de répartition du Chacal doré    | [ 111 ]             |                |
| Canis lupus (Loup gris) Linnaeus, 1758                 | Вук                                                 | Autochtone                                 | Aire de répartition du Loup gris      | [ 112 ]             | Loup gris      |
| Nyctereutes procyonoides (Chien viverrin) (Gray, 1834) | Ракунолики пас                                      | Erratique,                                 | Aire de répartition du Chien viverrin | [ 114 ]             | Chien viverrin |
| Vulpes vulpes (Renard roux) (Linnaeus, 1758)           | Риђа лисица                                         | Autochtone                                 | Aire de répartition du Renard roux    | [ 115 ]             | Renard roux    |

### Famille:Ursidés
| Nom binominal, nom vulgaire et citation d'auteurs | Nom vulgaire serbe (langue officielle de la Serbie) | Origine et statut en Serbie | Aire de répartition                | Statut UICN mondial | Image     |
| ------------------------------------------------- | --------------------------------------------------- | --------------------------- | ---------------------------------- | ------------------- | --------- |
| Ursus arctos (Ours brun) Linnaeus, 1758           | Мрки медвед                                         | Autochtone                  | Aire de répartition de l'Ours brun | [ 116 ]             | Ours brun |

### Famille:Mustélidés
| Nom binominal, nom vulgaire et citation d'auteurs     | Nom vulgaire serbe (langue officielle de la Serbie) | Origine et statut en Serbie | Aire de répartition                        | Statut UICN mondial | Image              |
| ----------------------------------------------------- | --------------------------------------------------- | --------------------------- | ------------------------------------------ | ------------------- | ------------------ |
| Lutra lutra (Loutre commune) (Linnaeus, 1758)         | Видра                                               | Autochtone                  | Aire de répartition de la Loutre commune   | [ 117 ]             | Loutre commune     |
| Martes foina (Fouine) (Erxleben, 1777)                | Куна белица                                         | Autochtone                  | Aire de répartition de la Fouine           | [ 118 ]             | Fouine             |
| Martes martes (Martre des pins) (Linnaeus, 1758)      | Куна златица                                        | Autochtone                  | Aire de répartition de la Martre des pins  | [ 119 ]             | Martre des pins    |
| Meles meles (Blaireau européen) (Linnaeus, 1758)      | Јазавац                                             | Autochtone                  | Aire de répartition du Blaireau européen   | [ 120 ]             | Blaireau européen  |
| Mustela lutreola (Vison d'Europe) (Linnaeus, 1761)    | Европски визон                                      | Autochtone (Disparu)        | Aire de répartition du Vison d'Europe      | [ 121 ]             | Vison d'Europe     |
| Mustela erminea (Hermine) Linnaeus, 1758              | Велика ласица                                       | Autochtone                  | Aire de répartition de l'Hermine           | [ 122 ]             | Hermine            |
| Mustela nivalis (Belette d'Europe) Linnaeus, 1766     | Мала ласица                                         | Autochtone                  | Aire de répartition de la Belette d'Europe | [ 123 ]             | Belette d'Europe   |
| Mustela eversmanii (Putois des steppes) Lesson, 1827  | — aucun —                                           | Autochtone                  | Aire de répartition du Putois des steppes  | [ 124 ]             | Putois des steppes |
| Mustela putorius (Putois d'Europe) Linnaeus, 1758     | Твор                                                | Autochtone                  | Aire de répartition du Putois d'Europe     | [ 125 ]             | Putois d'Europe    |
| Neovison vison (Vison d'Amérique) (Schreber, 1777)    | Америчка видрица                                    | Erratique                   | Aire de répartition du Vison d'Amérique    | [ 127 ]             | Vison d'Amérique   |
| Vormela peregusna (Putois marbré) (Güldenstädt, 1770) | Шарени твор                                         | Autochtone                  | Aire de répartition du Putois marbré       | [ 128 ]             | Putois marbré      |

### Famille:Procyonidés
| Nom binominal, nom vulgaire et citation d'auteurs    | Nom vulgaire serbe (langue officielle de la Serbie) | Origine et statut en Serbie           | Aire de répartition                        | Statut UICN mondial | Image               |
| ---------------------------------------------------- | --------------------------------------------------- | ------------------------------------- | ------------------------------------------ | ------------------- | ------------------- |
| Procyon lotor (Raton laveur commun) (Linnaeus, 1758) | Ракани                                              | Allochtone (Peut-être non acclimaté), | Aire de répartition du Raton laveur commun | [ 130 ]             | Raton laveur commun |

### Famille:Félidés
| Nom binominal, nom vulgaire et citation d'auteurs | Nom vulgaire serbe (langue officielle de la Serbie) | Origine et statut en Serbie            | Aire de répartition                 | Statut UICN mondial | Image        |
| ------------------------------------------------- | --------------------------------------------------- | -------------------------------------- | ----------------------------------- | ------------------- | ------------ |
| Felis silvestris (Chat sauvage) Schreber, 1777    | Дивља мачка                                         | Autochtone                             | Aire de répartition du Chat sauvage | [ 131 ]             | Chat sauvage |
| Lynx lynx (Lynx boréal) (Linnaeus, 1758)          | Обични рис                                          | Autochtone (Peut-être recolonisateur), | Aire de répartition du Lynx boréal  | [ 133 ]             | Lynx boréal  |